# Peter Håkansson
Peter Håkansson, född 1792 i Bäckseda socken, död 26 april 1829, var en svensk lingvist.
Peter Håkansson var son till hemmansägaren Håkan Nilsson. Nitton år gammal började Peter Håkansson att ta lektioner för sockenprästen för att kunna studera, och ansågs 1815 ha tillräckligt med kunskaper för att kunna resa till Uppsala där han samma år blev student. 1818 avlade han kansliexamen och inträdde vid Kungliga kansliet, befordrades 1823 till kanslersekreterare vid Lunds universitet, och var fram till sin död kanslist i kanslistyrelsens expedition. Peter Håkansson var ett språkvetenskapligt fenomen. Utan några språkstudier alls före nitton års ålder, skall han vid sin död ha talat franska, tyska, engelska, spanska, italienska, latin och nygrekiska flytande, och dessutom obehindrat ha läst portugisiska, holländska, ryska, turkiska, arabiska, persiska med flera språk.